# Мелндал
Мелндал (швед. Mölndal) град је у Шведској, у југозападном делу државе. Град је у оквиру Вестра Јеталанд округа и једно од значајнијих средишта округа. Мелндал је истовремено и седиште истоимене општине.
Мелндал је данас јужно предграђе Гетеборга.

## Природни услови
Град Мелндал се налази у југозападном делу Шведске и Скандинавског полуострва. Од главног града државе, Стокхолма, град је удаљен 480 км југозападно. Од првог већег града, Гетеборга, град се налази свега 10 км јужно.
Мелндал се развио близу обале Скагерака, великог залива Северног мора. Градско подручје је бреговито, са надморском висином од 10-90 м.

## Историја
Подручје Мелндала било је насељено још у време праисторије. Први помен насеља под данашњим називом везан је за годину 1406. Међутим, следећих векова насеље је село без већег значаја.
Развој Мелндала започиње у 19. веку са развојем индустрије и проласком железнице. Још бурнији развој забележен у другој половини 20. века када Мелндал постаје велико предграђе Гетеборга.

## Становништво
Мелндал је данас град средње величине за шведске услове. Град има око 37.000 становника (податак из 2010. г.), а градско подручје, тј. истоимена општина има око 61.000 становника (податак из 2012. г.). Последњих деценија број становника у граду брзо расте.
До средине 20. века Мелндал су насељавали искључиво етнички Швеђани. Међутим, са јачањем усељавања у Шведску, становништво града је постало шароликије.

## Привреда
Данас је Мелндал савремени град са посебно развијеном индустријом. Последње две деценије посебно се развијају трговина, услуге и туризам.

## Збирка слика
- Поглед на Мелндал
- Главни трг Мелндала
- Главна градска црква
- Музеј старе индустрије